# Sinfonieorchester Kleinlitauens
Das Sinfonieorchester Kleinlitauens (Mažosios Lietuvos simfoninis orkestras, MLSO) ist ein Sinfonieorchester, gegründet 1993 in der Hafenstadt Klaipėda, der drittgrößten Stadt Litauens. Der Gründer, künstlerische Leiter und Oberdirigent ist Stasys Domarkas. Die Orchestermitglieder stammen aus dem Orchester des Musiktheater Klaipėda, oder sind Hochschullehrer der Fakultät für Künste der Klaipėdos universitetas und Stasys Šimkus-Konservatorium Klaipėda. 
Mit dem Orchester spielten Geiger Raimundas Katilius, Ingrida Armonaitė, Vilhelmas Čepinskis, Pavel Berman, Pianistin Tatjana Romaschkina. Als Dirigenten wirkten Juozas Domarkas, Modestas Pitrėnas, Algis Jonas Lukoševičius, Kazys Kšanas, Imantas Resnis, Ilmars Haris Lapinšs (Lettland), Dante Anzolini (Italien). 
Das Orchester gab Gastspiele in Italien, Lettland, Polen, den Niederlanden und in der Schweiz. Es nahm auch an Festivals („Klaipėdos muzikinis pavasaris“, „Muzikinis rugpjūtis pajūryje“) teil.